# Agustín Arriaga Rivera
Agustín Arriaga Rivera (Pátzcuaro, Michoacán; 20 de agosto de 1925 - Ciudad de México, 18 de junio de 2006) fue un empresario, economista y político mexicano, miembro del Partido Revolucionario Institucional. Fue gobernador de Michoacán entre 1962 y 1968.

## Biografía
El Lic. Agustín Arriaga Rivera, acido en Pátzcuaro el 20 de agosto de 1925 siendo hijo del Lic. Agustín Arriaga Díaz-Barriga y Mercedes Rivera Hinojosa, familias productivas de Morelia y Pátzcuaro. Su niñez se vio relacionada con la orfandad paterna y carencias económicas que forjaron en Arriaga un espíritu de trabajo constante desde temprana edad. 
Estudió su primaria en la Escuela Tipo David G. Berlanga de Morelia, la secundaria en la de San José, la preparatoria en el Colegio Primitivo y Nacional de San Nicolás de Hidalgo y finalmente la Licenciatura en Economía en la Universidad Nacional Autónoma de México.
En 1953 contrajo nupcias con Guadalupe Diez González-Cosío hija del destacado empresario del origen español Máximo Diez Herrero propietario de Industrias Químicas de México, S. A. (más tarde Celanese), con quien tuvo varios hijos (María Guadalupe, Leticia, Monica, Juan Pablo y Agustín Máximo).
El mismo Lic. Arriaga Rivera, describe en su libro “La política…como me la enseñaron”, los andares por las etapas de su vida como su admiración a Vasco de Quiroga, su amor por su esposa Guadalupe Diez González-Cosío, pasando por su formación en el Pentatlón, su vida partidista en el Revolucionario Institucional, su desempeño en la Federación Estudiantil Universitaria de México, y en la XLII Legislatura Federal, sus encuentros y desencuentros con los Cárdenas (Dámaso Cárdenas del Río, Lázaro Cárdenas del Río y Cuauhtémoc Cárdenas Solórzano), su amistad con Adolfo López Mateos, la sólida convicción como liberal (Supremo Gran Comendador), así como su administración como Gobernador del Estado de Michoacán.
Fue Gobernador de Michoacán de 1962 a 1968 con el impulso de Adolfo López Mateos, se construyeron 2,122 aulas; la inscripción en las escuelas primarias pasó de 270,034 alumnos a 384,939 alumnos, y el número de secundarias de 54 a 94, de preparatorias de 3 a 10, escuelas técnicas de 1 a 12, se construyeron los edificios de la Escuela Normal y el Instituto Tecnológico Regional “José María Morelos”, y el subsidio a la Universidad Michoacana aumentó de $3.4 a $6.3 millones; la red de caminos creció de 1,069 a 2,700 kilómetros; se electrificaron 254 poblaciones;  se construyeron el centros deportivos en todo el Estado como Apatzingán, Uruapan, Zamora, La Piedad y Maravatio, además del Deportivo Ejercito de la Revolución en Morelia; se construyeron 100 canchas de basquetbol en el medio rural; se contruyó el Mercado de Dulces y Artesanías; el servicio de teléfonos se extendió a 56 nuevas poblaciones, el de radio a 10 y el de telégrafo a 88; se pusieron en servicio el Hospital Infantil de Morelia y el de maternidad de La Piedad; se construyó el balneario de Cointzio de Morelia, 10 parques infantiles y el Albergue Tutelar; el Estado llegó a tener 218,534 hectáreas de riego y 126,713 de medio riego o humedad; se construyeron 84 silos y 65 bodegas en 49 ejidos con capacidad para almacenar 53 mil toneladas de granos; se entregaron 123,434 hectáreas a campesinos, se terminó el inventario forestal de 914,191 hectáreas; y el presupuesto local aumento de $59 a $122 millones. Incrementó y mejoró el legado histórico y arquitectónico de Michoacán.
Entre 1990 y 1993, promovió con Carlos Salinas de Gortari, Fernando Gutiérrez Barrios, Delegado Apostólico Girolamo Prigone, Mons. Ernesto Corripio Ahumada y Mons. Manuel Castro Ruiz la relación con las iglesias y restauración de las relaciones diplomáticas entre México y la Santa Sede.
Agustín Arriaga, falleció a los 80 años de edad, el 18 de junio de 2006.
El 18 de mayo de 2018 el H. Ayuntamiento de Morelia lo condecoró post-mortem con la Anexo: Presea Generalísimo Morelos el máximo reconocimiento de la ciudad por su importante contribucion social.